# آتش مقدس وستا
آتش مقدس وستا (انگلیسی: Sacred fire of Vesta) یک آتش همیشه‌فروزان در روم باستان بود. باکره‌های وستال که در ابتدا به عدد دو، بعداً چهار و در نهایت شش عدد می‌رسیدند، به قید قرعه انتخاب می‌شدند و به مدت سی سال خدمت کردند و از آتش مقدس مراقبت می‌کردند و مراسم دیگر مرتبط با زندگی خانوار - از جمله آنها می‌توان به جارو کردن آیینی معبد در ۱۵ ژوئن و تهیه غذا برای برخی از جشنواره‌ها اشاره کرد. به قیاس، آنها همچنین از طریق آتش مقدس وستا (اسطوره) به زندگی و روح شهر و بدنه جامعه رسیدگی می‌کردند. سوزاندن ابدی آتش مقدس نشانه ای بود که روم ابدی را تعیین کرد.